# Steven Dupré
Steven Dupré (Mortsel, 7 augustus 1967) is een Belgisch stripauteur en illustrator. Daarnaast werkt hij ook in een animatiestudio. Sinds 1986 wordt zijn werk gepubliceerd, een jaar later werd hij voltijds stripauteur.

## Biografie
Dupré tekent al sinds zijn prille jeugd. Zijn ouders stimuleerden hem in zijn talent. Hij ging kortstondig naar de tekenschool, maar vond het onderwijs er te traag. Hij volgde een opleiding Plastische Kunsten te Antwerpen en startte zijn carrière met het bezoeken van redacties met cartoons en strips. Vanaf het begin van de jaren tachtig illustreerde hij initiatieven van het Vlaamse Stripcentrum, zoals posters, wenskaarten en ledenkaarten. Zijn eerste boekje, Experimenten, bracht hij in 1984 uit in eigen beheer, in een oplage van honderd exemplaren. Onder het pseudoniem 'Dust' maakte hij in 1986 zijn eerste strip Romeo's Kustperikelen, dit voor het Zee-Zon-Zand-Stripboek van uitgeverij N.V. Scriptoria. Hij werd laureaat van de Lierse stripwedstrijd 'Clumsy'. Zijn inzending werd door Uitgeverij Clumzy opgenomen in de bundel Cynisme en sarcasme. Daarna brak hij door als tekenaar van de krantenstrip Wolf, die hij samen met Anch (Rudi Rombauts) maakte. De reeks gaat over de jonge Viking Wolf. Het eerste verhaal Het Roze Kristal verscheen eerst in Het Laatste Nieuws en vanaf 1987 in Het Volk. In zes jaar tijd verschenen twintig Wolf-verhalen in Het Volk. Een nieuwe hoofdredacteur maakte een einde aan de publicatie.
Dupré ging daarna onder eigen naam voor Standaard Uitgeverij aan de slag met een nieuwe reeks, Sarah & Robin. De avonturen verschenen in weekblad Suske en Wiske, de Stipkrant, Zonnestraal, Dauphin, Minitoe en Het Limburgs Dagblad. Een conflict maakte een einde aan de reeks: de uitgever zou ook Duprés nieuwe fantasyreeks Coma publiceren, maar liet dit na. Toen het verhaal een jaar ongepubliceerd bleef, vertrok Dupré. Daarna volgde op professioneel vlak een moeilijke periode. Dupré verdiende zijn kost met kleine opdrachten en werk in een tekenfilmstudio.
Coma werd opgepikt door de Franstalige markt en uitgegeven bij Glénat. Sindsdien is Dupré vooral actief op die markt. Hij werkte er mee aan het groepsproject Pandora box. Uitgeverij Casterman vroeg hem de stripversie van het Franse tv-programma Kaamelott te tekenen, op scenario van Alexandre Astier, de bedenker van de televisiereeks.
Voor Jan Bosschaert inkte hij vier albums uit de reeks Sam en twee reclamestrips. Momenteel werkt hij onder meer aan Interpol (met Didier Swysen (Alcante)) en Kaamelott (met Alexandre Astier). Hij werkte voorts mee aan enkele groepsprojecten, zoals De herinnering aan Abraham. Ook maakte hij in 1994 een strip over de geschiedenis van Kortrijk. Anno 2011 werkt hij aan een eigen project, Midgard, wederom een Vikingstrip, deze keer met een humoristische, semirealistische stijl.
Dupré werd door uitgeverij Dupuis geselecteerd als mogelijke tekenaar van Robbedoes en Kwabbernoot, maar dit ging uiteindelijk niet door. Het door hem getekende verhaaltje werd wel opgenomen in de luxe-editie van het album Versteende Reuzen – het werd echter getekend door iemand anders.
In 2013 werd hij tijdelijk tekenaar van De Geverniste Vernepelingskes. Hij tekende twee afleveringen, waarvan alleen de eerste in Ché verscheen. De tweede werd door het blad geweigerd, omdat het de stijl niet karikaturaal genoeg vond. Urbanus, scenarist van de reeks, nam daarna zelf het tekenwerk voor zijn rekening.
In 2014 verscheen in samenwerking met scenarist Didier Alcante Waf le chien, het eerste album in de Franse reeks L'incroyable histoire de Benoît-Olivier, een stripbewerking van de gelijknamige boeken van Daniel Brouillette.

## Albums

### Wolf
1. Het Roze Kristal (1990, 2004)
2. De Hellehond (1990, 2005)
3. Avontuur op Yggdrasil (2003)
4. Het Danegeld (2004)
5. Framhald (2004)
6. Berserk (2003)
7. De Olympische Ragnarok (2005)
8. Ginnungagap (2005)
9. Narfi (2003)
10. Jötunheim (2005)
11. De Einheri (2006)
12. De Appels van Idun (2006)
13. Nidhhoggs Holmganga (2007)
14. Tyrfing (2007)
15. Aegirs Woede (2008)
16. De Redder van Alfrodul (2008)
17. De jonge jaren (2009)
18. De gezante van Frigg (2010)
19. De gezanten van Odin (2010)
20. De wraak van Wolund (2011)

### Mortigan
1. Deel 1 (1995)

### Sarah & Robin
1. De vriend van Ivanhoe (1996)
2. Suzanna (1997)
3. Zes weken (1998)
4. Het dagboek (1999)
5. Hersenspinsels (1999)

### Coma
1. Vincent (2002)
2. Dana (2003)
3. Morgen, misschien (2004)

### Kaamelott
1. De Heerscharen van de Dood (2006)
2. De Magische Zetels (2007)
3. Het raadsel van de kluis (2008)
4. Parsifal en de bronzen draak (2010)
5. De reuzenslang van het schaduwmeer (2010)
6. Het strijdperk van de magiërs (2011)
7. Tegenaanval op Carmelide (2013)

### De herinnering aan Abraham
1. De paden van de ballingschap (2010)
2. Arsinoë is dood (2011)

### Midgard
1. De aanval / De inval (2011)
2. Onderweg (2012)

### Bolle / L'incroyable histoire de Benoît Olivier
In 2019 startte de reeks Bolle, die sinds 2014 al in het Frans liep onder de titel 'L'incroyable histoire de Benoît Olivier' en in 2019 herdoopt werd in 'Bine', de bijnaam van het hoofdpersonage. De reeks is gebaseerd op jeugdromans van de Frans-Canadese auteur Daniel Brouillette, die voor de stripuitgave bewerkt werden door Alcante. De reeks wordt uitgegeven door Kennes.
In het Frans verschenen:
1. ''Waf le chien (2014)
2. Bienvenue dans la chnoute (2015)
3. Oh la vache ! (2016)

In het Nederlands verscheen één titelloos album.

### Andere
- Paradijseiland (2019)
- Boemerang (2018)
- Pandora Box 3: De gulzigheid (2005)
- Interpol 1: De Zaak Patrice Hellers (2010)
- Brussel in beeldekes - Manneken Pis en andere Sjarels (Vlaamse Onafhankelijke Stripgilde (VOS) en Erfgoedcel Brussel van de Vlaamse Gemeenschapscommissie, 2009)
- Gestoord (Stichting Informatiepunt GGZ Leiden, 2008)
- My secret Life/Ma Vie Secrète (2007)
- Façade (verhaal 'Back to reality', 2006)
- BD-fense / Defensie stript (Belgisch Leger, 2005)
- Pulp Deluxe Offline (verhaal 'Selkie', 2003)
- Het kerstkind (Mercatorstripbeurs, 376 exemplaren, 2003)
- Max en Mummie 1: Horrorland (2000)
- Het verhaal van Kortrijk (Ronde Tafel Kortrijk, 1994)
- Experimenten (100 exemplaren, 1984)

## Prijzen
- 2009: St-Michielsprijs beste album van een Nederlandstalige auteur (Kaamelott 3) (festival Sint-Gillis)
- 2009: Stripster 'waargemaakte belofte' (vzw BD-Strip)
- 2003: Brabantstrip Sympathieprijs (Brabants stripspektakel)
- 2003: Ereprijzen Milky Way Stripfestival: Rookie (stripfestival Middelkerke)
- 1999: Beste Vlaamse striptekenaar (stad Kortrijk)
- 1996: Beste jeugdalbum (BKES en 't Vlaams stripcentrum)
- 1996: Meilleure BD néerlandophone (Festival BD Durbuy).
- 1986: laureaat stripwedstrijd Gemeentekrediet
- 2004 en 2007: Grote Prijs voor de Kortstrip

### Bronzen Adhemar
In 2011 won Dupré de belangrijkste Vlaamse stripprijs, de Bronzen Adhemar/Vlaamse Cultuurprijs voor de Strip. De jury loofde hem voor zijn jarenlange doorzettingsvermogen.